# Pfarrhufe
Die Pfarrhufe, der Pfarracker oder das Heiligenfeld war eine Form des Pfarrgutes. Dieses einer Pfarrei zugeordnete Vermögen konnte aus sehr verschiedenen Rechten (z. B. Eigentum an Grundstücken, Nutzungsrechten) bestehen und verschiedenen Zwecken gewidmet sein. Für seine Verwaltung galten meist eigene Regeln, die auch einen Schutz vor Belastungen durch Abgaben usw. umfassten.
In Zeiten, bevor der Unterhalt der Pfarrkirche und des Pfarrers durch Zahlungen aus einem zentral verwalteten Budget der Institution Kirche bestritten wurde, finanzierte sich jede Pfarrei durch Einnahmen aus ihrem Sprengel. Außer Gebühren für kirchliche Amtshandlungen, zu denen auch Leistungen gehörten, die heute von Einwohnermelde- und Standesämtern vollzogen werden, waren das die Pfründen und die anderen Erträge des Pfarrgutes. Dabei wurde unterschieden: die Erträge der Pfründen dienten dem Lebensunterhalt der Priester, während die Erträge des Pfarrgutes dem Unterhalt des Kirchengebäudes und seiner Ausstattung dienten (Fabrikgut).
- Pfarrpfründe und Pfarrgut
- Grundbuchseintragung einer Pfründe (links oben), allerdings mit der Pfarrkirche als Eigentümerin (Seite 2).
- Grundbuchseintragung von Fabrikgut (fabrica ecclesiae, links oben).
- Pfarrpfründe ausdrücklich als Eigentümerin im Grundbuch (unten).

Das Pfarrgut war teilweise so selbständig, dass es eine eigene Rechtsperson bildete und nicht von kirchlichen, sondern von Organen der Pfarrgemeindemitglieder (eigens bestellte Pfleger, Ratsmitglieder einer Stadt, Vermögensverwaltungsrat der Pfarrgemeinde usw.) verwaltet wurde. Wer tatsächlich zur Vertretung des jeweiligen Vermögensbestandes berechtigt ist, lässt sich nur aus den internen Organisationsregeln feststellen. Die Inhaber der Pfründen hatten auf das sonstige Pfarrgut im Regelfall keinen Zugriff, was dazu führen konnte, dass ein Pfründeninhaber gar nicht bei der betroffenen Pfarre tätig war, sondern z. B. am Hof des Landesherrn in einer größeren Stadt lebte und für die kirchliche Tätigkeit einen Vertreter bestellte.
Die Selbständigkeit der verschiedenen Vermögensbestände kann sich auch im 21. Jahrhundert an Eintragungen in den Grundbüchern zeigen.
Welchem Zweck ein Stück Land dienen sollte, ist nur aus den jeweiligen Unterlagen (altes Grundbuch, Stiftungsurkunde, Widmungserklärung etc.) feststellbar. Die allgemeine Bezeichnung als Pfarrgut usw. gibt dazu nicht immer eine vollständige Erklärung.